# Dotten (kulle i Antarktis)
Dotten är en kulle i Antarktis. Den ligger i Östantarktis. Norge gör anspråk på området. Toppen på Dotten är 1 408 meter över havet, eller 110 meter över den omgivande terrängen. Bredden vid basen är 1,7 km.
Terrängen runt Dotten är huvudsakligen platt, men åt sydost är den kuperad. Trakten är obefolkad. Det finns inga samhällen i närheten.